# Liste der Naturdenkmale in Vetschau/Spreewald
Die Liste der Naturdenkmale in Vetschau/Spreewald nennt die Naturdenkmale in Vetschau/Spreewald im Landkreis Oberspreewald-Lausitz in Brandenburg.
In den Spalten befinden sich folgende Informationen:
- Nr.: Identifizierungsnummer nach veröffentlichter Liste. Sie wird von der unteren Naturschutzbehörde des Landkreises oder der kreisfreien Stadt vergeben. Wenn sie bekannt ist, wird sie angegeben. In dieser Spalte kann sich zusätzlich das Wort Wikidata befinden, der entsprechende Link führt zu Angaben zu diesem Naturdenkmal bei Wikidata.
- Bezeichnung: Benennung des Naturdenkmals, in der Regel wird bei Bäume die Baumart genannt. Bekannte Eigennamen werden mit angegeben.
- Gemarkung: Ort oder Gemarkung, in der sich das Naturdenkmal befindet
- Lage: Nennt die Lage des Naturdenkmals im jeweiligen Ortsteil und die geografischen Koordinaten des Naturdenkmals. Link zu einem Kartenansichtstool, um Koordinaten zu setzen. In der Kartenansicht sind Naturdenkmale ohne Koordinaten mit einem roten beziehungsweise orangen Marker dargestellt und können in der Karte gesetzt werden. Denkmale ohne Bild sind mit einem blauen bzw. roten Marker gekennzeichnet, Denkmale mit Bild mit einem grünen beziehungsweise orangen Marker.
- Beschreibung: die Beschreibung des Naturdenkmales
- Schutzzweck: Erläutert den Grund der Unterschutzstellung
- Bild: Zeigt ein Bild des Naturdenkmales und gegebenenfalls ein Link zu weiteren Fotos im Medienarchiv Wikimedia Commons

## Göritz
| Bild | Bezeichnung                                        | Lage                                                                                    | Beschreibung | Schutzzweck | Nummer |
| ---- | -------------------------------------------------- | --------------------------------------------------------------------------------------- | ------------ | ----------- | ------ |
| BW   | Silberweiden-Bastard (Salix alba x Salix fragilis) | Göritz, am Rande des Spielplatzes / auf dem Dorfplatz (51° 47′ 56,2″ N, 14° 2′ 30,6″ O) |              |             | 0606-1 |

## Laasow
| Bild | Bezeichnung                                   | Lage                                                               | Beschreibung | Schutzzweck | Nummer |
| ---- | --------------------------------------------- | ------------------------------------------------------------------ | ------------ | ----------- | ------ |
| BW   | Ahornblättrige Platane (Platanus x hispanica) | Laasow, auf dem Grundstück Im Park 59 (51° 42′ 43″ N, 14° 5′ 0″ O) |              |             | 0609-1 |
| BW   | Sommerlinde (Tilia platyphyllos)              | Laasow, an der Kirche (51° 42′ 46,5″ N, 14° 5′ 18,6″ O)            |              |             | 0609-2 |

## Lobendorf
| Bild | Bezeichnung                | Lage                                                                      | Beschreibung | Schutzzweck | Nummer |
| ---- | -------------------------- | ------------------------------------------------------------------------- | ------------ | ----------- | ------ |
| BW   | Stieleiche (Quercus robur) | Lobendorf, 150 m südwestlich vom Schloss (51° 46′ 8,6″ N, 14° 4′ 49,7″ O) |              |             | 0610-1 |

## Märkischheide
| Bild | Bezeichnung                | Lage                                                                                             | Beschreibung | Schutzzweck | Nummer |
| ---- | -------------------------- | ------------------------------------------------------------------------------------------------ | ------------ | ----------- | ------ |
| BW   | Stieleiche (Quercus robur) | Märkischheide, östlich Gehöft Nr. 19, nördlicher / rechter Baum (51° 47′ 13,1″ N, 14° 6′ 9,4″ O) |              |             | 0611-1 |
| BW   | Stieleiche (Quercus robur) | Märkischheide, östlich Gehöft Nr. 19, südlicher / linker Baum (51° 47′ 12,9″ N, 14° 6′ 9,3″ O)   |              |             | 0611-2 |

## Missen
| Bild | Bezeichnung                | Lage | Beschreibung | Schutzzweck | Nummer |
| ---- | -------------------------- | --- | ------------ | ----------- | ------ |
| BW   | Stieleiche (Quercus robur) | Missen, ca. 25 m östlich der Kirche (51° 43′ 39,1″ N, 14° 3′ 7,8″ O)                                                 |              |             | 0612-1 |
| BW   | Stieleiche (Quercus robur) | Missen, am Kriegerdenkmal (51° 43′ 38,3″ N, 14° 3′ 9,3″ O)                                                           |              |             | 0612-2 |
| BW   | Stieleiche (Quercus robur) | Missen, ca. 550 m nordöstlich vom Ortsausgang in Richtung Vetschau, auf der Feldflur (51° 43′ 55,1″ N, 14° 3′ 40″ O) |              |             | 0612-3 |

## Ogrosen
| Bild                           | Bezeichnung                      | Lage                                                                      | Beschreibung | Schutzzweck | Nummer |
| ------------------------------ | -------------------------------- | ------------------------------------------------------------------------- | ------------ | ----------- | ------ |
| Fotos hochladen                | Sommerlinde (Tilia platyphyllos) | Ogrosen, am Pfarrhaus (51° 42′ 47,1″ N, 14° 2′ 22,7″ O)                   |              |             | 0614-1 |
| Weitere Bilder Fotos hochladen | Sommerlinde (Tilia platyphyllos) | Ogrosen, an der Kirche (51° 42′ 48,3″ N, 14° 2′ 22,9″ O)                  |              |             | 0614-2 |
| BW                             | Stieleiche (Quercus robur)       | Ogrosen, Friedhof, 10 m vom Eingangstor (51° 42′ 55,9″ N, 14° 2′ 28,1″ O) |              |             | 0614-3 |

## Repten
| Bild | Bezeichnung                | Lage | Beschreibung | Schutzzweck | Nummer |
| ---- | -------------------------- | --- | ------------ | ----------- | ------ |
| BW   | Stieleiche (Quercus robur) | Repten, im Park ca. 30 m westlich vom ehemaligen Gutshaus (51° 45′ 34,2″ N, 14° 3′ 17,5″ O)                             |              |             | 0616-1 |
| BW   | Stieleiche (Quercus robur) | Repten, westlich am Ortseingang aus Richtung Missen kommend am ehemaligen Gutsgelände (51° 45′ 31,3″ N, 14° 3′ 25,2″ O) |              |             | 0616-2 |
| BW   | Stieleiche (Quercus robur) | Repten, Gutshof südlich vor dem Verwalterhaus (51° 45′ 32,2″ N, 14° 3′ 18,3″ O)                                         |              |             | 0616-3 |

## Stradow
| Bild | Bezeichnung                | Lage | Beschreibung | Schutzzweck | Nummer |
| ---- | -------------------------- | --- | ------------ | ----------- | ------ |
| BW   | Stieleiche (Quercus robur) | Stradow, ca. 430 m nordwestlich der Kolonie Muckers auf einer Grünfläche (51° 49′ 25,6″ N, 14° 4′ 16,6″ O) |              |             | 0617-1 |

## Vetschau
| Bild            | Bezeichnung                        | Lage | Beschreibung | Schutzzweck | Nummer |
| --------------- | ---------------------------------- | --- | ------------ | ----------- | ------ |
| Fotos hochladen | Gemeine Esche (Fraxinus excelsior) | Vetschau, Parkrand östlich vom Schloss (51° 46′ 58,1″ N, 14° 4′ 13,3″ O)                                                   |              |             | 0600-1 |
| BW              | Stieleiche (Quercus robur)         | Vetschau, vor dem Vereinsgebäude der Vetschauer Schützengilde (ehemalige Jugendherberge) (51° 46′ 33,4″ N, 14° 4′ 41,6″ O) |              |             | 0600-2 |
| Fotos hochladen | Sumpfzypresse (Taxodium distichum) | Vetschau, im Schlosspark (51° 47′ 1,1″ N, 14° 4′ 9,4″ O)                                                                   |              |             | 0600-3 |
| Fotos hochladen | Sumpfzypresse (Taxodium distichum) | Vetschau, im Schlosspark (51° 47′ 0,5″ N, 14° 4′ 9,8″ O)                                                                   |              |             | 0600-4 |